# 東京ディズニーリゾート・パートナーホテル
東京ディズニーリゾート・パートナーホテル（とうきょうディズニーリゾート・パートナーホテル、英称：TOKYO DESNEY RESORT PARTNER HOTELS）とは、3種類ある東京ディズニーリゾート (TDR) 公式・公認ホテルカテゴリーの一つで、オフィシャルホテルに次ぐランクであり、主に千葉県浦安市内でTDRエリア（ディズニーホテル、オフィシャルホテル）外にあるホテルの事である。以下、パートナーホテルと称する。

## 経緯
2004年10月20日に本カテゴリの締結がオリエンタルランド (OLC) から広報されている。
これは、2005年2月19日にパームテラスホテルとファウンテンテラスホテル開業に当たってのことで、この時に浦安ブライトンホテル、オリエンタルホテル東京ベイは、グッドネイバーホテルからカテゴリーを変更し再契約、ホテルエミオン東京ベイ（2005年6月27日開業）が新規に契約したことが発表されている。
2006年9月25日には、新たに三井ガーデンホテルプラナ東京ベイがパートナーホテル契約を締結した。

## パートナーホテル一覧
パートナーホテルとして提携しているホテルは、以下の4つ。（開業順）
- 浦安ブライトンホテル東京ベイ（旧称：浦安ブライトンホテル）
- オリエンタルホテル東京ベイ（旧称：新浦安オリエンタルホテル）
- ホテルエミオン東京ベイ
- 三井ガーデンホテルプラナ東京ベイ

なお、過去にはパーム&ファウンテンテラスホテルもパートナーホテルであったが、東京ディズニーセレブレーションホテルへのリブランドに伴い、ディズニーホテルに変更された。

## 宿泊者特典
宿泊者は、以下の特典を受けられる。

### パートナーホテル・シャトルバス
| 東京ディズニーリゾート・パートナーホテルシャトル |  | 東京ディズニーリゾート・パートナーホテルシャトル |
| 東京ディズニーリゾート・パートナーホテルシャトル |  |                                                  |

各パートナーホテルと東京ディズニーリゾート各パークのバスターミナルを結ぶシャトルバスを無料で利用できる。各ホテル側が宿泊者の為に貸切運行料金を支払い運行しているため、宿泊者以外の乗車はできない。シャトルバスの利用には予約は不要。車椅子の固定用の器具が1台分装備されている。
パークとホテル間の所要時間は約15分を予定しているが、朝や閉園時間前後など、周囲の道路混雑事情により、相当な時間を要する事もある。
東京ディズニーランド (TDL) 、東京ディズニーシー (TDS) への到着、出発順、走行ルートは時間帯によって変更されることがある。ホテル発の便はTDL、TDSの両パークを経由する便がほとんどだが、TDLまたはTDSいずれかのパークとの往復便も少数存在する。TDL、TDSの到着順が変更になる便、片方のパークにしか行かない便などもあるため、パーク間の移動手段としては、認められていない。
なお、バスの運行は京成バス千葉ウエスト（旧・京成トランジットバス）と大新東（大新東はホテルエミオン東京ベイのみ）が担当している。

### ホテル内でのパークチケット購入
以前はホテル内の指定カウンターでTDL、TDSのパスポートを購入できたが、現在はチケットは全て予約制になっている為に一部の「チケット購入権利付き」プランを予約していない限り購入はできなくなっている。

### 有料バゲッジデリバリーサービス
JR舞浜駅前のディズニーショップ「ボン・ヴォヤージュ」1階のホームデリバリーサービスカウンターで、預けた荷物をホテルまで配送するサービスを利用できる。
料金：1個800円（税込）
利用時間：ボン・ヴォヤージュ開店から午後3時まで

## ホテル共通サービス
ホテルには以下の共通サービスがある。これらのサービスは宿泊者以外でも受けることができる。

### 東京ディズニーリゾートの最新情報提供
ホテル内で、開園・閉園時間やイベント情報を含めたリゾートエリア情報を提供する。

### ホテル内のショップ
ホテル内にTDR公式ショップ「ディズニーファンタジー」が出店しており、パークで販売しているキャラクターグッズの一部を購入できる。

## TDR直営・公式・公認ホテル
TDR直営・公式・公認ホテルのカテゴリーは他に次の3種類が存在する。
- ディズニーホテル
- オフィシャルホテル
- グッドネイバーホテル